# Poljana, Prevalje
Poljana je naselje v Občini Prevalje.

## Vojaška zgodovina
Na Poljani so se od 9. do 15. maja 1945 odvijali zadnji boji druge svetovne vojne na slovenskih tleh.
Zaradi teh bojev pravijo, da je Poljana polje mrtvecev, saj so po končani vojni vse žrtve z orožjem vred zakopali na poljanskih njivah. Še danes se vsako leto meseca maja na Poljani zberejo borci NOB in njihovi potomci.
v ta spomin je na poljani postavljen tudi spomenik iz druge svetovne vojne Poljana ima tudi veliko drugih znamenitosti kot so Štoparjev most in Volinjak